# Thomas Job
Thomas Hervé Job Iyock (Douala, 23 agosto 1984) è un ex calciatore camerunese, di ruolo centrocampista.

## Biografia
In seguito allo scandalo del calcioscommesse, l'8 maggio 2012 viene deferito dalla Procura federale della FIGC. Il 1º giugno il procuratore federale Stefano Palazzi richiede per lui quattro anni e sei mesi di squalifica. Il 18 giugno in primo grado la Commissione Disciplinare della FIGC lo squalifica per 3 anni e 6 mesi, poi confermati anche in appello. Il 28 marzo 2013 il TNAS gli annulla la squalifica per assenza di prove che confermino l'illecito di cui egli è stato accusato.
Il 9 febbraio 2015 la procura di Cremona termina le indagini e formula per lui e altri indagati le accuse di associazione a delinquere e frode sportiva.

## Carriera

### Club

#### Sampdoria, Cremonese, Pescara e Ascoli
Arrivato in Italia nel 2000 alla Sampdoria, gioca però una sola partita in Serie B. L'anno seguente viene girato in prestito in C2 nella Cremonese dove in 24 partite segna 11 gol, prima di tornare alla Sampdoria in Serie A nella stagione 2003-2004, giocando solo 3 partite (ed esordendo il 21 dicembre contro il Modena). I due anni successivi sarà sempre in prestito in Serie B al Pescara, con cui segna il primo gol in Serie B il 26 ottobre 2004 in Salernitana-Pescara 0-2, e di nuovo alla Cremonese; dal 2006-2007 gioca nell'Ascoli, restando nelle Marche per due anni, il primo in serie A ed il secondo in B.

#### Pisa, Grosseto, Cittadella e svincolamento
Viene ceduto al Pisa il 1º settembre 2008 nell'ambito dell'operazione che porta Carlo Luisi nelle Marche. Segna la sua prima rete in neroazzurro il 27 settembre nella trasferta contro la Salernitana. Al termine della stagione rimane svincolato a causa del fallimento della squadra toscana e il 4 agosto 2009 viene ingaggiato dal Grosseto; realizza il primo gol con la nuova maglia nella partita vinta 2-1 contro il Brescia alla settima giornata. Per la stagione 2010-2011 approda al Cittadella in Serie B e rimane per due stagioni, disputando 49 partite con due reti. Alla fine della stagione 2011-2012 rimane svincolato.
Il 22 luglio 2013 parte per il ritiro a Coverciano dei calciatori svincolati sotto l'egida dell'Associazione Italiana Calciatori.

#### Il ritorno in Serie A di solo 1 mese e l'esperienza in Ungheria
Il 31 agosto 2013 viene ingaggiato dal Bologna a parametro zero dopo un anno di inattività. Il 13 settembre viene mandato in prestito all'Honvéd di Budapest militante nella massima serie magiara.

#### Attività dilettantistica tra Serie D ed Eccellenza
Il 18 luglio 2015 firma con il Vado, militante in Serie D; il 4 dicembre seguente passa al Foligno. Il 18 luglio 2016 ritorna al Vado. Il 19 agosto 2017 passa alla Sestrese. Nel suo debutto con la Sestrese segna il suo primo goal. Nella rosa della Sestrese per la stagione 2018-2019 non figura nella lista dei giocatori tesserati.

## Statistiche

### Presenze e reti nei club
Statistiche aggiornate al 7 novembre 2015.
| Stagione          | Squadra           | Campionato        | Campionato | Campionato | Coppe nazionali | Coppe nazionali | Coppe nazionali | Coppe continentali | Coppe continentali | Coppe continentali | Altre coppe | Altre coppe | Altre coppe | Totale | Totale |
| Stagione          | Squadra           | Comp              | Pres       | Reti       | Comp            | Pres            | Reti            | Comp               | Pres               | Reti               | Comp        | Pres        | Reti        | Pres   | Reti   |
| ----------------- | ----------------- | ----------------- | ---------- | ---------- | --------------- | --------------- | --------------- | ------------------ | ------------------ | ------------------ | ----------- | ----------- | ----------- | ------ | ------ |
| 2001-2002         | Sampdoria         | B                 | 1          | 0          | CI              | -               | -               | -                  | -                  | -                  | -           | -           | -           | 1      | 0      |
| 2002-2003         | Cremonese         | C2                | 24         | 11         | CI-C            | 1               | 1               | -                  | -                  | -                  | -           | -           | -           | 25     | 12     |
| 2003-2004         | Sampdoria         | A                 | 3          | 0          | CI              | 3               | 0               | -                  | -                  | -                  | -           | -           | -           | 6      | 0      |
| Totale Sampdoria  | Totale Sampdoria  | Totale Sampdoria  | 4          | 0          |                 | 3               | 0               |                    | -                  | -                  |             | -           | -           | 7      | 0      |
| 2004-2005         | Pescara           | B                 | 34         | 4          | CI              | 2               | 0               | -                  | -                  | -                  | -           | -           | -           | 36     | 4      |
| 2005-2006         | Cremonese         | B                 | 32         | 1          | CI              | 0               | 0               | -                  | -                  | -                  | -           | -           | -           | 32     | 1      |
| Totale Cremonese  | Totale Cremonese  | Totale Cremonese  | 56         | 12         |                 | 1               | 1               |                    | -                  | -                  |             | -           | -           | 57     | 13     |
| 2006-2007         | Ascoli            | A                 | 4          | 0          | CI              | 2               | 0               | -                  | -                  | -                  | -           | -           | -           | 6      | 0      |
| 2007-2008         | Ascoli            | B                 | 33         | 3          | CI              | 4               | 0               | -                  | -                  | -                  | -           | -           | -           | 37     | 3      |
| ago. 2008         | Ascoli            | B                 | 1          | 0          | CI              | 2               | 1               | -                  | -                  | -                  | -           | -           | -           | 3      | 1      |
| Totale Ascoli     | Totale Ascoli     | Totale Ascoli     | 38         | 4          |                 | 8               | 1               |                    | -                  | -                  |             | -           | -           | 46     | 5      |
| ago. 2008-2009    | Pisa              | B                 | 36         | 1          | CI              | -               | -               | -                  | -                  | -                  | -           | -           | -           | 36     | 1      |
| 2009-2010         | Grosseto          | B                 | 38         | 1          | CI              | 2               | 0               | -                  | -                  | -                  | -           | -           | -           | 40     | 1      |
| 2010-2011         | Cittadella        | B                 | 26         | 0          | CI              | 0               | 0               | -                  | -                  | -                  | -           | -           | -           | 26     | 0      |
| 2011-2012         | Cittadella        | B                 | 23         | 2          | CI              | 2               | 0               | -                  | -                  | -                  | -           | -           | -           | 25     | 2      |
| Totale Cittadella | Totale Cittadella | Totale Cittadella | 49         | 2          |                 | 2               | 0               |                    | -                  | -                  |             | -           | -           | 51     | 2      |
| ago.-set. 2013    | Bologna           | A                 | 0          | 0          | CI              | 0               | 0               | -                  | -                  | -                  | -           | -           | -           | 0      | 0      |
| set. 2013-2014    | Honvéd            | NBI               | 20         | 0          | MK+MLK          | 3+2             | 0               | UEL                | -                  | -                  | -           | -           | -           | 25     | 0      |
| lug.-dic. 2014    | Honvéd            | NBI               | 11         | 0          | MK+MLK          | 1+3             | 0               | -                  | -                  | -                  | -           | -           | -           | 15     | 0      |
| Totale Honvéd     | Totale Honvéd     | Totale Honvéd     | 31         | 0          |                 | 9               | 0               |                    | -                  | -                  |             | -           | -           | 40     | 0      |
| set.-dic. 2015    | Vado              | D                 | 15         | 3          | CI-D            | 0               | 0               | -                  | -                  | -                  | -           | -           | -           | 15     | 3      |
| dic. 2015-2016    | Foligno           | D                 | 6          | 0          | CI-D            | -               | -               | -                  | -                  | -                  | -           | -           | -           | 6      | 0      |
| 2016-2017         | Vado              | Ecc.              | 11         | 2          | CI-Dil.         | 2               | 0               | -                  | -                  | -                  | -           | -           | -           | 13     | 2      |
| Totale Vado       | Totale Vado       | Totale Vado       | 26         | 5          |                 | 2               | 0               |                    | -                  | -                  |             | -           | -           | 28     | 5      |
| 2017-2018         | Sestrese          | Ecc.              | 17         | 1          | CI-Dil.         | 1               | 0               | -                  | -                  | -                  | -           | -           | -           | 18     | 1      |
| Totale carriera   | Totale carriera   | Totale carriera   | 335        | 30         |                 | 30              | 2               |                    | -                  | -                  |             | -           | -           | 365    | 32     |